# Mario Stecher
Pour les articles homonymes, voir Stecher.

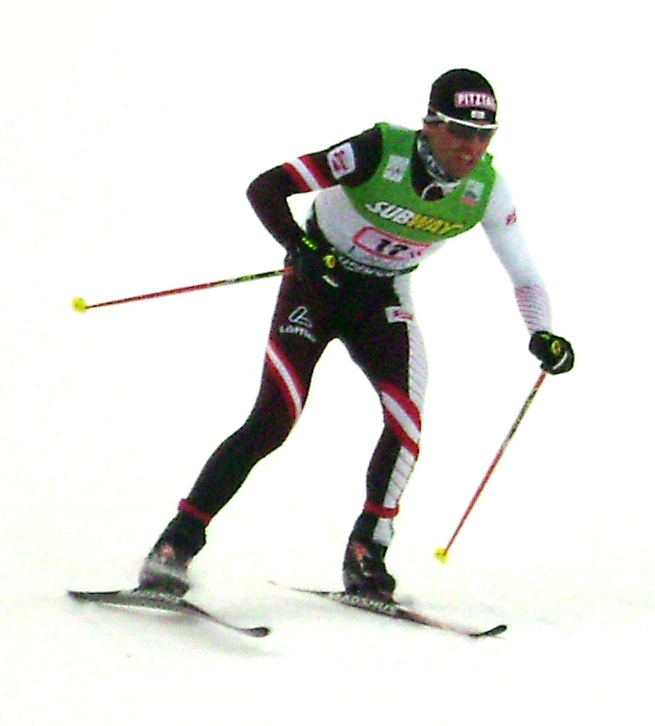
Stecher 2014

Mario Stecher, né le 17 juillet 1977 à Eisenerz, est un spécialiste autrichien du combiné nordique. Il a participé à six éditions des Jeux olympiques d'hiver et a été médaillé d'or à deux reprises dans les épreuves par équipes de 2006 et 2010. Vainqueur de douze manches de Coupe du monde, il est double médaillé en individuel aux Championnats du monde en 1999 et 2013.

## Carrière
Mario Stecher commence sa carrière au niveau international en décembre 1993 à Saalfelden, terminant septième. Le mois suivant, lors de sa deuxième course de Coupe du monde il s'impose lors de la manche disputée à Holmenkollen à l'âge de seize ans. Il reste à ce jour le plus jeune vainqueur d'une épreuve de la Coupe du monde. Surnommé Stechus, il a cette même année pris part au concours de saut à ski d'Innsbruck comptant pour la Tournée des quatre tremplins. Il enchaîne avec un titre de champion du monde junior à Breitenwang. Auteur de dix podiums dont deux victoires durant la saison 1997-1998, il termine à la seconde place au classement général de la Coupe du monde. En 1999, lors des Mondiaux disputés à Ramsau am Dachstein, il obtient sa première médaille individuelle en grand championnat, avec l'argent en sprint.
L'Autrichien a participé à six éditions des Jeux olympiques d'hiver entre 1994 et 2014, remportant quatre médailles dont deux en or. Il a obtenu ses deux succès par équipes en 2006 à Turin avec Michael Gruber, Christoph Bieler et Felix Gottwald puis en 2010 à Vancouver avec Bernhard Gruber, Felix Gottwald et David Kreiner. Son meilleur résultat individuel est une cinquième place à Vancouver en 2010.
En 2013, il décroche sa deuxième médaille individuelle aux Championnats du monde à Val di Fiemme en terminant deuxième de l'épreuve Gundersen en petit tremplin derrière Jason Lamy-Chappuis à l'issue d'une arrivée au sprint.
Il est désigné porte-drapeau de la délégation autrichienne pour la cérémonie d'ouverture des Jeux olympiques d'hiver de 2014, où il est médaillé de bronze dans la compétition par équipes. Avec cette sixième participation aux Jeux olympiques d'hiver, il est l'athlète qui a représenté le plus grand nombre de fois l'Autriche dans cette compétition à égalité avec Alfred Eder et Markus Prock. 
Le 27 février 2015, lors des Championnats du monde de ski nordique pour lesquels il n'a pas été sélectionné, il annonce mettre un terme à sa carrière. Dans l'optique des championnats du monde de ski nordique 2019 à Seefeld in Tirol, Mario Stecher est nommé directeur du combiné nordique et du saut à ski à la Fédération autrichienne de ski (de)

## Biographie
Il est marié depuis 2008 à Carina Raich, la sœur du skieur alpin Benjamin Raich.

## Palmarès

### Jeux olympiques d'hiver
| Épreuve / Édition | Épreuve / Édition | Lillehammer 1994                 | Nagano 1998                      | Salt Lake City 2002              | Turin 2006                       | Vancouver 2010                   | Sotchi 2014                      |
| Sprint            | Sprint            | Épreuve inexistante à cette date | Épreuve inexistante à cette date | 11e                              | 14e                              | Épreuve inexistante à cette date | Épreuve inexistante à cette date |
| Gundersen         | Gundersen         | 27e                              | 8e                               | 6e                               | 19e                              | Épreuve inexistante à cette date | Épreuve inexistante à cette date |
| Gundersen PT      | Gundersen PT      | Épreuve inexistante à cette date | Épreuve inexistante à cette date | Épreuve inexistante à cette date | Épreuve inexistante à cette date | 5e                               | 18e                              |
| Gundersen GT      | Gundersen GT      | Épreuve inexistante à cette date | Épreuve inexistante à cette date | Épreuve inexistante à cette date | Épreuve inexistante à cette date | 8e                               | 19e                              |
| Par équipes       | Par équipes       | 9e                               | 4e                               | Bronze                           | Or                               | Or                               | Bronze                           |

### Championnats du monde
| Épreuve / Édition            | Épreuve / Édition            | Thunder Bay 1995                 | Trondheim 1997                   | Ramsau 1999                      | Lahti 2001                       | Oberstdorf 2005                  | Sapporo 2007                     | Liberec 2009                     | Oslo 2011                        | Val di Fiemme 2013               |
| ---------------------------- | ---------------------------- | -------------------------------- | -------------------------------- | -------------------------------- | -------------------------------- | -------------------------------- | -------------------------------- | -------------------------------- | -------------------------------- | -------------------------------- |
| Sprint                       | Sprint                       | Épreuve inexistante à cette date | Épreuve inexistante à cette date | Argent                           |                                  | 17e                              | 12e                              | Épreuve inexistante à cette date | Épreuve inexistante à cette date | Épreuve inexistante à cette date |
| Gundersen                    | Gundersen                    |                                  |                                  | 25e                              |                                  | 25e                              | 18e                              | Épreuve inexistante à cette date | Épreuve inexistante à cette date | Épreuve inexistante à cette date |
| Départ en ligne (Mass-start) | Départ en ligne (Mass-start) | Épreuve inexistante à cette date | Épreuve inexistante à cette date | Épreuve inexistante à cette date | Épreuve inexistante à cette date | Épreuve inexistante à cette date | Épreuve inexistante à cette date | 22e                              | Épreuve inexistante à cette date | Épreuve inexistante à cette date |
| Gundersen                    | Petit tremplin               | Épreuve inexistante à cette date | Épreuve inexistante à cette date | Épreuve inexistante à cette date | Épreuve inexistante à cette date | Épreuve inexistante à cette date | Épreuve inexistante à cette date | 10e                              | 29e                              | Argent                           |
| Gundersen                    | Grand tremplin               | Épreuve inexistante à cette date | Épreuve inexistante à cette date | Épreuve inexistante à cette date | Épreuve inexistante à cette date | Épreuve inexistante à cette date | Épreuve inexistante à cette date | 17e                              | 10e                              | 21e                              |
| Par équipes                  | Par équipes                  | 5e                               | Bronze                           | 7e                               | Argent                           |                                  | 4e                               | 5e                               | Épreuve inexistante à cette date | Épreuve inexistante à cette date |
| Sprint par équipes           | Sprint par équipes           | Épreuve inexistante à cette date | Épreuve inexistante à cette date | Épreuve inexistante à cette date | Épreuve inexistante à cette date | Épreuve inexistante à cette date | Épreuve inexistante à cette date | Épreuve inexistante à cette date | Épreuve inexistante à cette date |                                  |
| Par équipes                  | Petit tremplin               | Épreuve inexistante à cette date | Épreuve inexistante à cette date | Épreuve inexistante à cette date | Épreuve inexistante à cette date | Épreuve inexistante à cette date | Épreuve inexistante à cette date | Épreuve inexistante à cette date | Or                               | 5e                               |
| Par équipes                  | Grand tremplin               | Épreuve inexistante à cette date | Épreuve inexistante à cette date | Épreuve inexistante à cette date | Épreuve inexistante à cette date | Épreuve inexistante à cette date | Épreuve inexistante à cette date | Épreuve inexistante à cette date | Or                               | Épreuve inexistante à cette date |

### Championnats du monde junior
| Épreuve / Édition | Épreuve / Édition | Breitenwang 1994 | Gällivare 1995 |
| Gundersen         | Gundersen         | Or               | Argent         |
| Par équipes       | Par équipes       | Bronze           | Or             |

### Coupe du monde
- Meilleur classement final au général : 2e en 1998.
- 43 podiums individuels en carrière dont 12 victoires.
- 6 podiums par équipe dont 1 victoire.

#### Différents classements en coupe du monde
| Année     | Classement général final |
| 1993-1994 | 16e                      |
| 1994-1995 | 9e                       |
| 1995-1996 | 10e                      |
| 1996-1997 | 4e                       |
| 1997-1998 | 2e                       |
| 1998-1999 | 16e                      |
| 1999-2000 | 8e                       |
| 2000-2001 | 42e                      |
| 2001-2002 | 7e                       |
| 2002-2003 | 17e                      |
| 2003-2004 | 13e                      |
| 2004-2005 | 10e                      |
| 2005-2006 | 9e                       |
| 2006-2007 | 12e                      |
| 2007-2008 | 15e                      |
| 2008-2009 | 6e                       |
| 2009-2010 | 6e                       |
| 2010-2011 | 5e                       |
| 2011-2012 | 15e                      |
| 2012-2013 | 26e                      |
| 2013-2014 | 24e                      |
| 2014-2015 | 45e                      |

#### Détail des victoires
| Édition | Épreuve                                         |
| ------- | ----------------------------------------------- |
| 1994    | Oslo (Gundersen – K120 / 15 km).                |
| 1996    | Murau (Gundersen – K120 / 15 km).               |
| 1997    | Oberwiesenthal (Sprint – K90 / 7,5 km).         |
| 1997    | Saint-Moritz (Gundersen – K95 / 15 km).         |
| 1997    | Hakuba (Gundersen – K120 / 15 km).              |
| 1998    | Falun (Sprint – K90 / 7,5 km).                  |
| 1998    | Steamboat Springs (Gundersen – K88 / 15 km).    |
| 2006    | Kuusamo (Sprint – HS100 / 7,5 km).              |
| 2009    | Seefeld (Gundersen – HS100 / 10 km).            |
| 2010    | Seefeld (Gundersen – HS100 / 10 km).            |
| 2011    | Ramsau am Dachstein (Gundersen – HS98 / 10 km). |
| 2011    | Ramsau am Dachstein (Gundersen – HS98 / 10 km). |

### Coupe du monde B
- Une victoire : Hinterzarten (Allemagne), 6 mars 1994.

### Grand Prix d'été
- Nombreuses participations entre 2002 et 2012
- 4 victoires :
  - Klingenthal et Steinbach-Hallenberg (Allemagne) 2002
  - Winterberg (Allemagne) 2003
  - Oberstdorf (Allemagne) 2008
- 7 deuxièmes places :
  - Berchtesgaden (Allemagne) 2002
  - Kandersteg (Suisse) et Harrachov (République tchèque) 2004
  - Kandersteg et Bischofshofen (Allemagne) 2006
  - Einsiedeln (Suisse) 2008
  - Predazzo (Italie) 2012
- 2 troisièmes places :
  - Winterberg 2002
  - Val di Fiemme (Italie) 2009